# 垛庄水库
垛庄水库是中国山东省济南市章丘区垛庄镇境内的一座水库，位于小清河支流西巴漏河上游，建于1968年。水库正常库容为1094万立方米，平均水深为16.70米，集雨面积为56平方千米，海拔为303米。

## 历史
垛庄水库位于章丘区垛庄镇垛庄村南，西巴漏河上游，控制流域面积56平方公里。原设计500年一遇校核标准时，总库容1277万立方米。“三查三定”时确定安全防洪标准为500年一遇，相应水位305.1米，总库容为1189万立方米，兴利库容1094万立方米，死库容30万立方米。
大坝为粘土心墙沙壳坝，坝长468米，最大坝高37.5米，坝顶高程为307米，防浪墙高1米。溢洪道在坝的左端，有3孔10×6米平板钢闸门，闸底高程298.3米，另有10米的溢洪埝，埝顶高程304.3米。非常溢洪道在坝的右端，宽55米，底高程302米，放水洞有高低两个，均在大坝右端。高放水洞洞长50.5米，出口高程291.4米；低放水洞洞长138米，出口高程279米。设计放水流量分别为1.3和0.85立方米/秒。低放水洞出口，在1983年建水电站1座，装有75千瓦和40千瓦机组各1台。
工程于1966年12月12日开工，1968年8月完成了水库的主体工程，以后又进行翻修、增修和加固。灌区有跃进和龙沙两干渠，跃进干渠接水库高放水洞，设计流量2.15立方米/秒。龙沙干渠接低放水洞，设计流量0.85立方米/秒。两条干渠长33.9公里，分干渠和支渠5条，长37.1公里，干支渠建筑物198座，隧洞10处，设计灌溉面积1007公顷，有效灌溉面积620公顷，1985年实灌433.3公顷。
水库建成以来，汛期削减西巴漏河的洪峰，保障了下游大站水库和铁路的安全，减轻了章丘区北部地区洪涝灾害。灌区自开灌以来，粮食产量逐年增加，1985年由开灌前每公顷产1980公斤提高到4537.5公斤，同时解决了垛庄和文祖山区15个村庄25500人的吃水问题。